# Joseph Martial Wetzell
Pour l’article homonyme, voir Wetzell.
Joseph Martial Wetzell est un ingénieur chimiste polytechnicien français né en 1793 et mort en 1857 surtout connu pour les travaux qu'il réalisa à l'occasion de ses deux séjours sur l'île Bourbon, aujourd'hui La Réunion, afin d'y améliorer l'industrie de la transformation de la canne à sucre. Les procédés et les usines qu'il mit au point sur cette île du sud-ouest de l'océan Indien permirent un développement plus rationnel de la filière sucrière locale, filière majeure de l'agriculture et de l'industrie insulaires. Lorsqu'il est recruté en 1829 par le clan sucrier Desbassayns, l'industrie sucrière est dans une impasse. En appliquant une méthode d'analyse rationnelle du processus de fabrication du sucre local, en y transférant dans un premier temps certaines innovations de l'industrie sucrière indigène (de betterave), il finit, en adaptant la technologie aux "conditions coloniales" et en inventant une chaudière à cuire "à basse-température et à rotateur" et en l'associant à la batterie Gimart, à mettre en place un système technique original, qui sera copié dans les îles du Sud-Ouest de l'océan Indien (Madagascar, Maurice, Mayotte, les Comores et nossi-Bé), aux antilles françaises, au Brésil  ainsi qu'à Pulo-Pinang. 